# ブルキナファソ料理
ブルキナファソ料理（ぶるきなふぁそりょうり）とは、西アフリカに位置するブルキナファソにおける料理である。他の西アフリカ諸国料理と類似しており、モロコシやキビ、米、フォニオ、トウモロコシ、ピーナッツ、ジャガイモ、豆、山芋、オクラを主食とし、 穀物では米、トウモロコシ、キビが最もよく食べられる。 タンパク源としては焼いた肉（特にマトン、ヤギ、牛肉など）や焼き魚が一般的に食される。 野菜としては、ヤムイモとジャガイモの他に、オクラ、トマト、ズッキーニ、ニンジン、ネギ、タマネギ、ビート、カボチャ、キュウリ、キャベツ、スイバ、ほうれん草などが頻繁に食される。 

## 一般的な料理

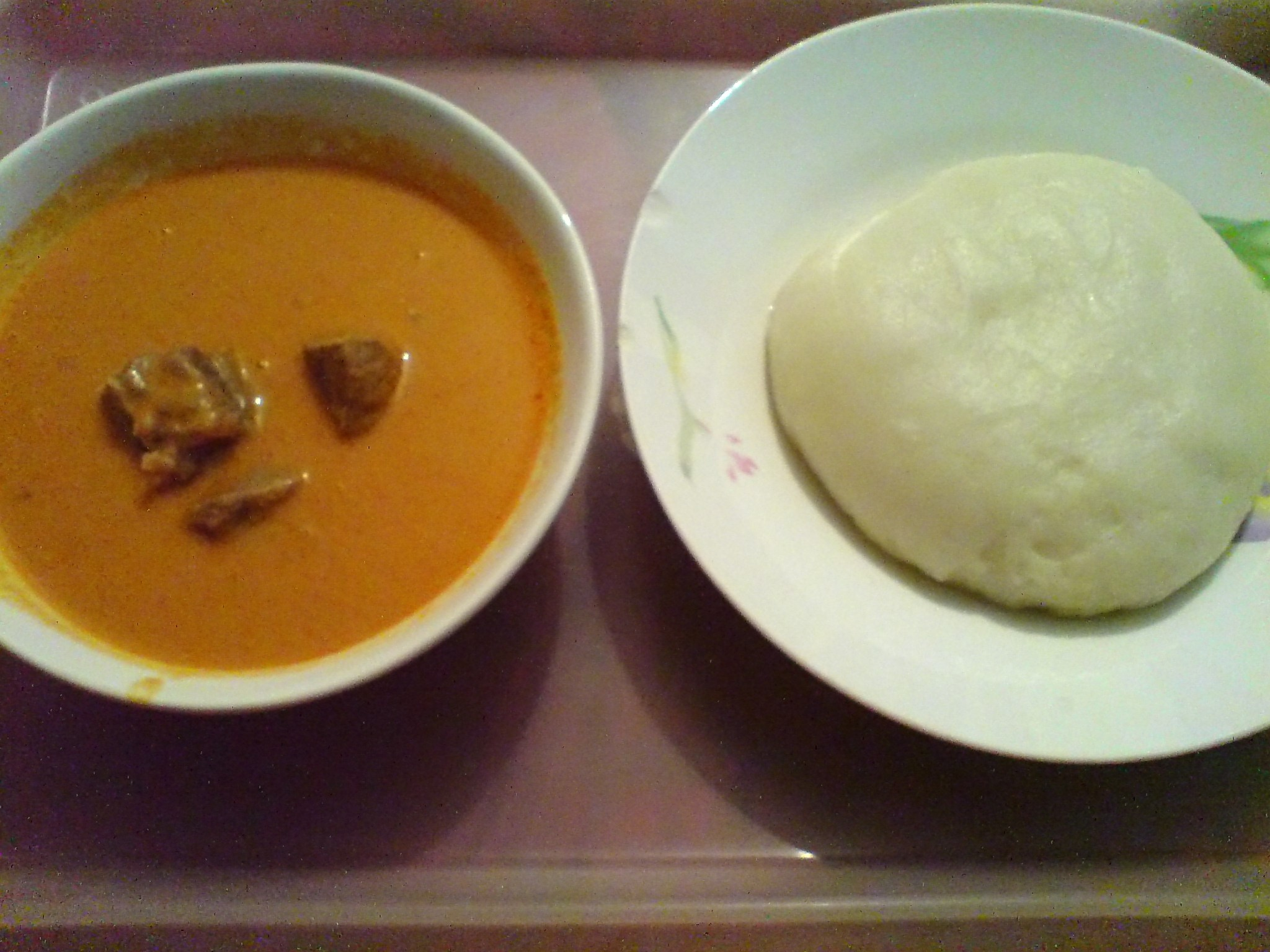
ピーナッツスープを添えたフフのプレート（右）

ブルキナファソの場所

- トー（食べ物） （ モシ語でsaghbo ）キビ、ソルガム、トウモロコシなどの粉を湯で溶き、熱しながら勢いよく練りあげたもので、ブルキナファソの主食。蕎麦がきのような食感をしている。トマト、ピーマン、スンバラ、ニンジンなどの野菜から作られたソースとともに提供され、時にはマトンやヤギなどの肉とともに提供されることもある。 [3]手で食す。 [2]
- さやいんげん
- フフ
- Poulet Bicyclette 西アフリカ一帯で一般的な焼き鶏肉料理。
- Ragout d'Igname  ブルキナファソ原産の山芋の煮込み料理
- Riz gras 玉ねぎ、トマト、肉とともに炊いたご飯。
- リズソース
- ソースゴンボ：オクラで作ったソース。
- 串焼き
- Poulet Braisé  ブルキナファソの諸都市で絶大な人気を誇る焼き鶏肉で、ブルキナファソ国内ほぼ全てのレストランやバーにて提供されている。
- バベンダ：豆醤、魚、キャベツ、ほうれん草のシチュー。 [4]

レストランでは通常、ブルキナファソ料理は近隣諸国の料理と共に出される。ブルキナファソで食される外国料理には、コートジボワールのケジェヌと呼ばれる魚や肉のシチューのほか、セネガルのレモンと玉ねぎを添えた鶏肉シチューであるプーレヤッサなどがある。 

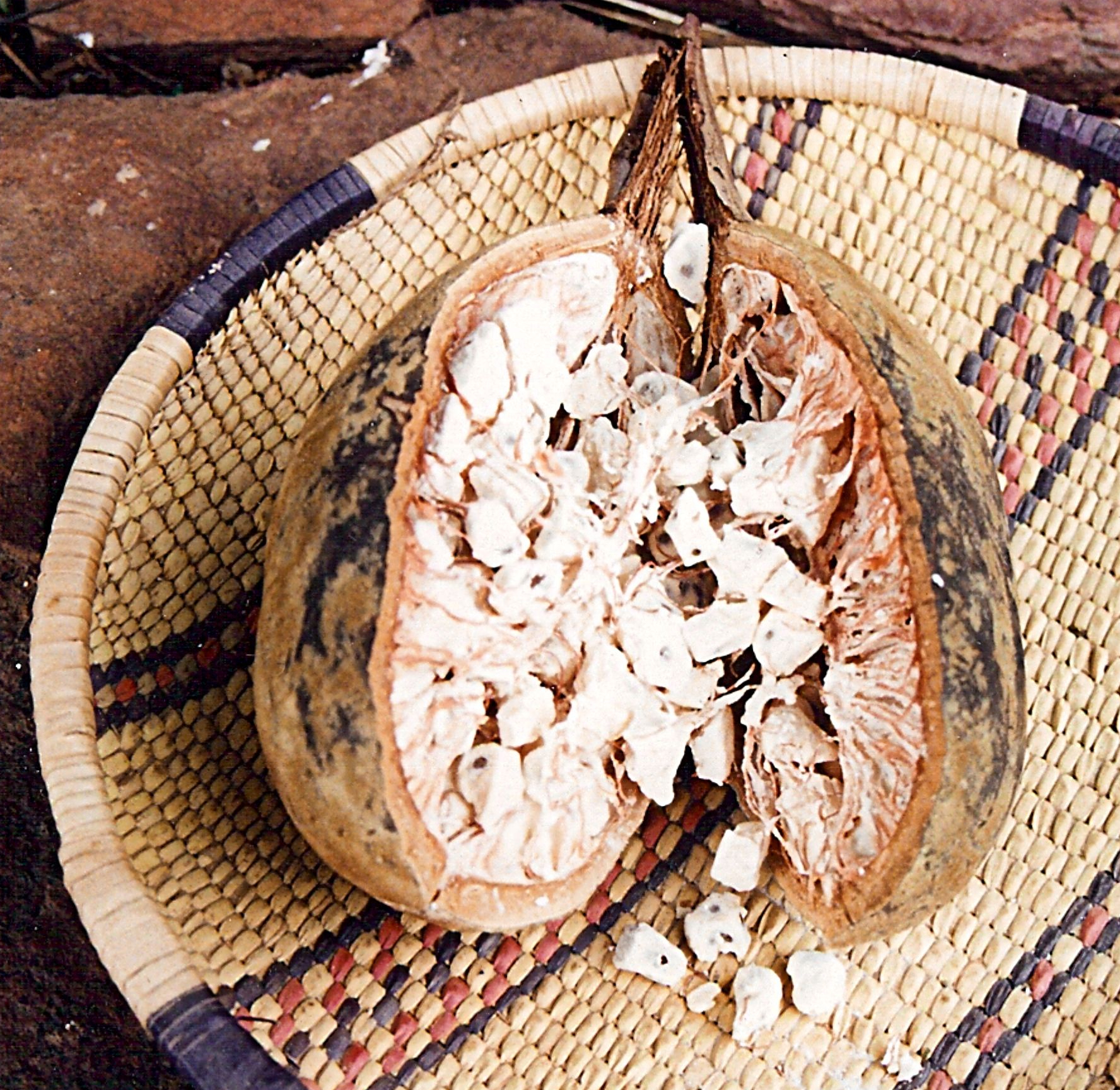
アフリカバオバブの木の実
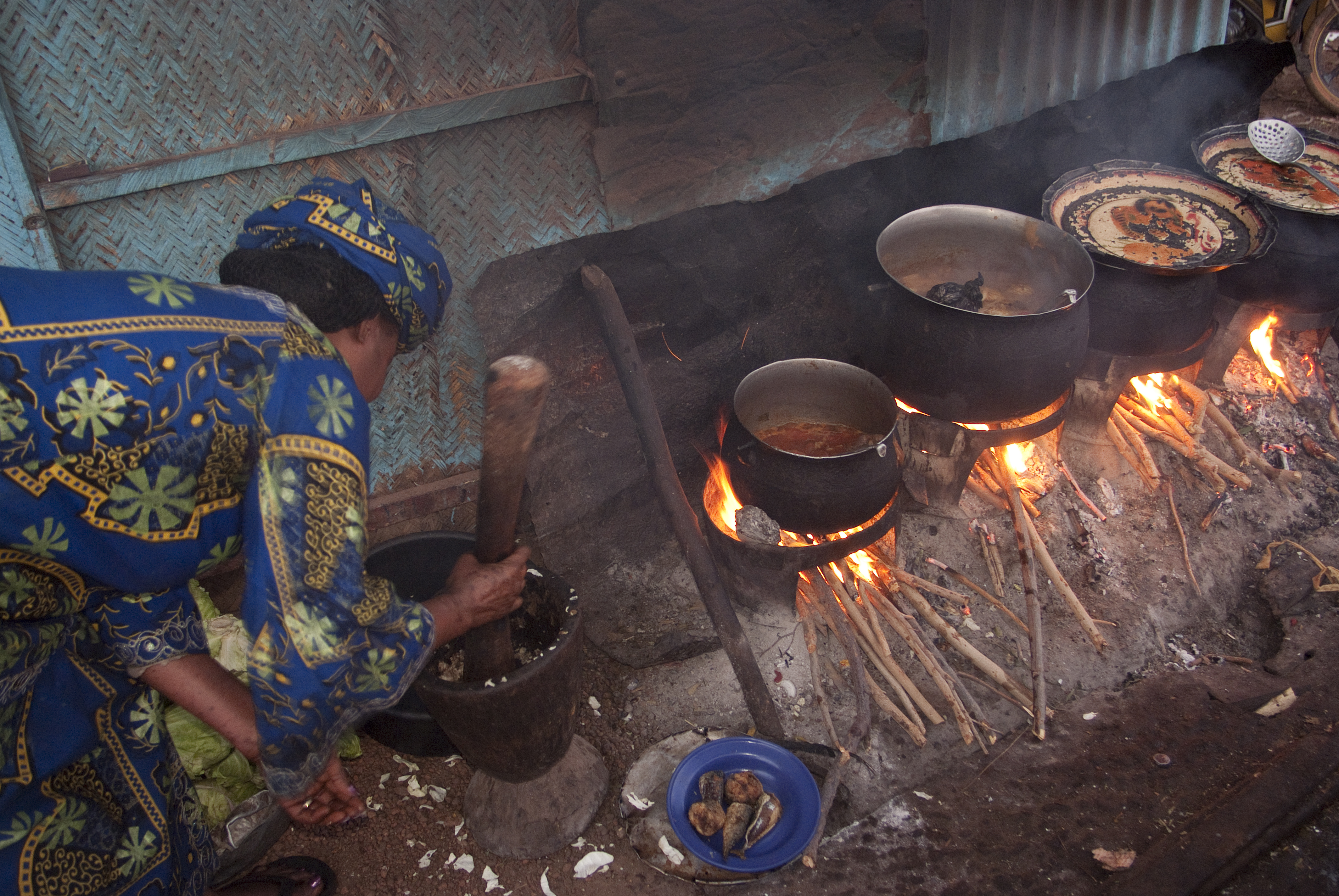
ブルキナファソの調理風景
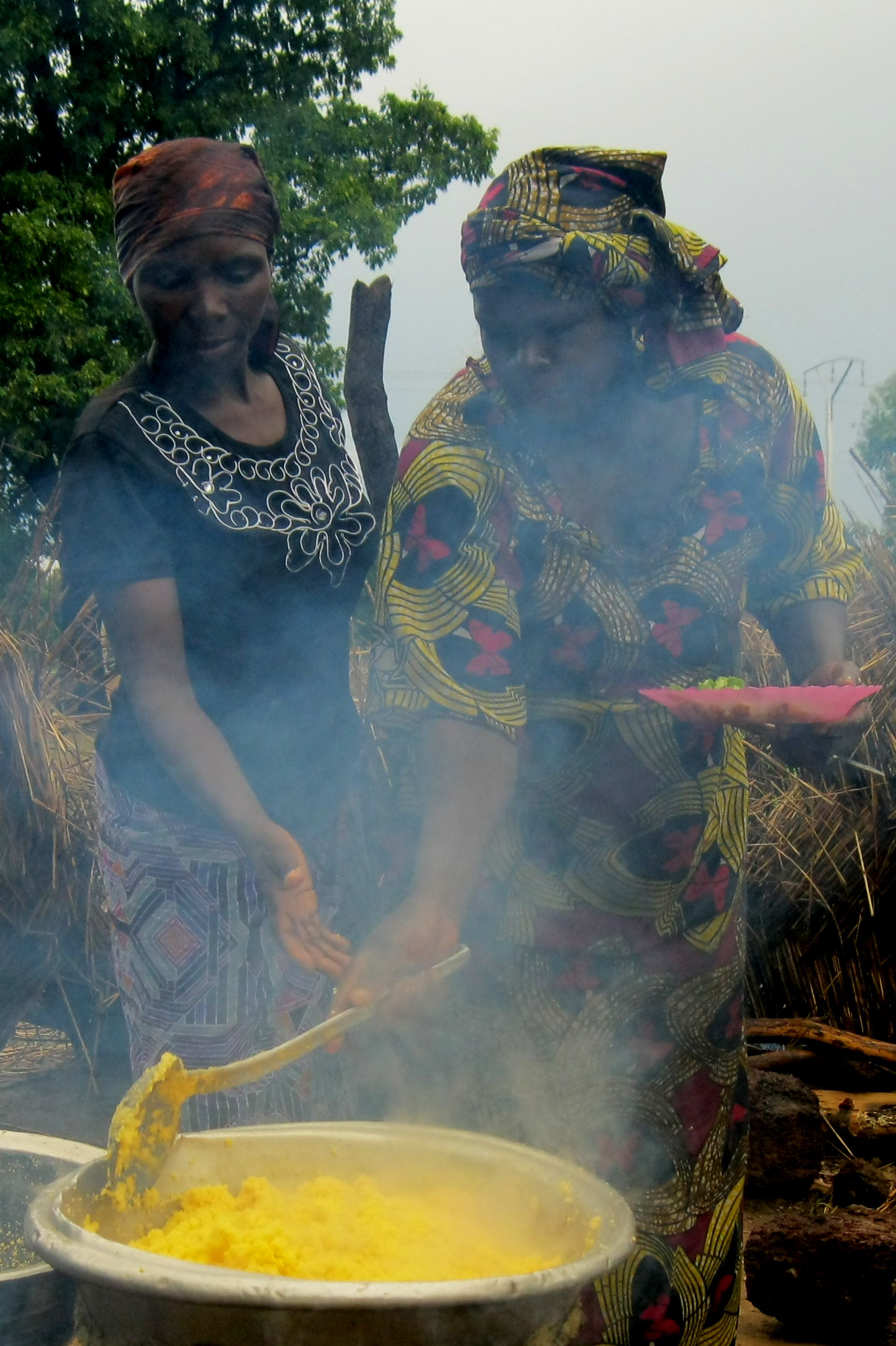
トーの調理

## 一般的な飲み物
- ビサップ/ビサップ　ハイビスカス科のローゼル（ビサップ）の花から作られた酸味のある飲み物[5]で、砂糖で甘く味付けされる。
- Degue  パールミレットとヨーグルトから作られた飲み物
- ドーロ　パールミレットまたはソルガムから作られたビール[6]
- Yamaccu（Yammaccudji） 生姜入り飲料
- ゾメコメ　キビ粉、生姜、レモン果汁、タマリンドを用いたソフトドリンク [1]